# Helena Słotwińska
Helena Słotwińska (ur. 22 marca 1969 w Jarosławiu) – polska teolog katolicka, pedagog. 

## Życiorys
Absolwentka KUL, profesor zwyczajny nauk teologicznych, doktor habilitowany nauk społecznych, nauczyciel akademicki Wydziału Teologii Katolickiego Uniwersytetu Lubelskiego Jana Pawła II. Specjalizuje się w katechetyce i pedagogice religijnej. Pełni funkcję kierownika Katedry Katechetyki Integralnej Katolickiego Uniwersytetu Lubelskiego Jana Pawła II. 
W roku 1998 uzyskała stopień doktora teologii na Wydziale Teologii KUL w oparciu o pracę: Katechizacja w szkole w opinii katechizowanych ósmoklasistów i maturzystów. Studium teoretyczno-empiryczne na podstawie badań przeprowadzonych w Leżajsku. W roku 2004 obroniła pracę habilitacyjną na temat: Kształtowanie postaw religijnych na katechezie. Centralna Komisja do Spraw Stopni i Tytułów zatwierdziła w dniu 25 października 2004 uchwałę Rady Wydziału Teologii o nadaniu jej stopnia naukowego doktora habilitowanego nauk teologicznych. W tym samym roku została kierownikiem Katedry Katechetyki Integralnej. Jako pierwsza świecka kobieta w Polsce uzyskała tytuł profesora nauk teologicznych w 2009 r. na podstawie bogatego dorobku naukowego oraz opublikowania książki pt. Błogosławieństwa osób w katechezie. Studium katechetyczno-liturgiczne w świetle rytuału: Obrzędy błogosławieństw dostosowane do zwyczajów diecezji polskich naukowego. W roku 2019 na Wydziale Nauk Pedagogicznych Uniwersytetu Mikołaja Kopernika w Toruniu uzyskała drugi stopień doktora habilitowanego tym razem w zakresie nauk społecznych w dyscyplinie pedagogika.

## Ważniejsze publikacje
- Kształtowanie postaw religijnych na katechezie (2004),
- Błogosławieństwa osób w katechezie : studium katechetyczno-liturgiczne w świetle rytuału: Obrzędy błogosławieństw dostosowane do zwyczajów diecezji polskich (2007),
- Wychowawcza wartość wzorów osobowych : studium katechetyczno-liturgiczne  (2008)
- Pedagogika religii w relacjach z dyscyplinami teologicznymi (2016)